# Боинович, Младен
Мла́ден Бои́нович (серб. Младен Бојиновић / Mladen Bojinović; 17 января 1977, Баня-Лука) — югославский и сербский гандболист, центральный задний французского клуба «Трамбле» и сборной Сербии. Бронзовый призёр чемпионата мира, победитель Лиги чемпионов ЕГФ, многократный чемпион национальных и республиканских первенств.

## Биография
Младен Боинович родился 17 января 1977 года в городе Баня-Лука, Социалистическая Федеративная Республика Югославия. Активно заниматься гандболом начал с раннего детства, уже в возрасте десяти лет состоял в юниорском составе местного клуба «Борац», позже в 1994 году перешёл в гандбольный клуб «Ягодина».
На взрослом профессиональном уровне дебютировал в 1995 году, присоединившись к столичному «Партизану». В это время к нему пришли первые титулы, так, в 1998 году он стал обладателем Кубка Югославии, в 1999 году одержал победу в зачёте чемпионата Югославии (в 1996 году также был серебряным призёром югославского национального первенства). В сезоне 1999/2000 представлял испанский «Адемар Леон», с которым дебютировал в Лиге чемпионов ЕГФ. В следующем сезоне в составе другого испанского клуба «Бидасоа Ирун» дошёл до полуфинала Кубка Европы.
Благодаря череде удачных выступлений Боинович попал в основной состав югославской национальной сборной и удостоился права защищать честь страны на чемпионате мира 2001 года во Франции — югославы вышли из группы со второго места, уступив только хозяевам турнира французам, после чего в плей-офф взяли верх над Исландией и Испанией. На стадии полуфиналов Боинович со своей командой потерпел поражение от Швеции, однако в утешительной встрече за третье место он всё же выиграл у сборной Египта и завоевал тем самым бронзовую награду.
Сезон 2001/02 провёл в испанской «Барселоне», в частности, играя вместе с земляком Иваном Лапчевичем, выиграл Кубок короля. «Барселона» дошла до финала Лиги чемпионов, где уступила немецкому клубу «Кил».
В 2002 году Боинович переехал во Францию, став игроком лидирующего французского клуба «Монпелье» — именно с этим клубом связана основная часть его спортивной карьеры, здесь он отыграл десять сезонов. В 2003 году с командой одержал победу в Лиге чемпионов, в 2004 году пытался повторить это достижение, забил в еврокубках 30 голов, но на стадии 1/8 финала команда проиграла сегедскому «Пику». С «Монпелье» Боинович девять раз выигрывал чемпионаты Франции, семь раз становился обладателем Кубка Франции, восемь раз побеждал на Кубке французской лиги. В плане статистики одним из самых успешных сезонов для него оказался сезон 2007/08, когда в двенадцати матчах Лиги чемпионов он забил 78 голов (в среднем 6,5 за игру). Тем не менее, команда дошла тогда только до полуфинала.
В период 2012—2015 годов Младен Боинович представлял менее титулованный французский клуб «Пари Сен-Жермен». Позже на некоторое время возвращался в родной «Борац», в котором когда-то начинал карьеру гандболиста. В настоящее время играет за французский «Трамбле».

## Достижения

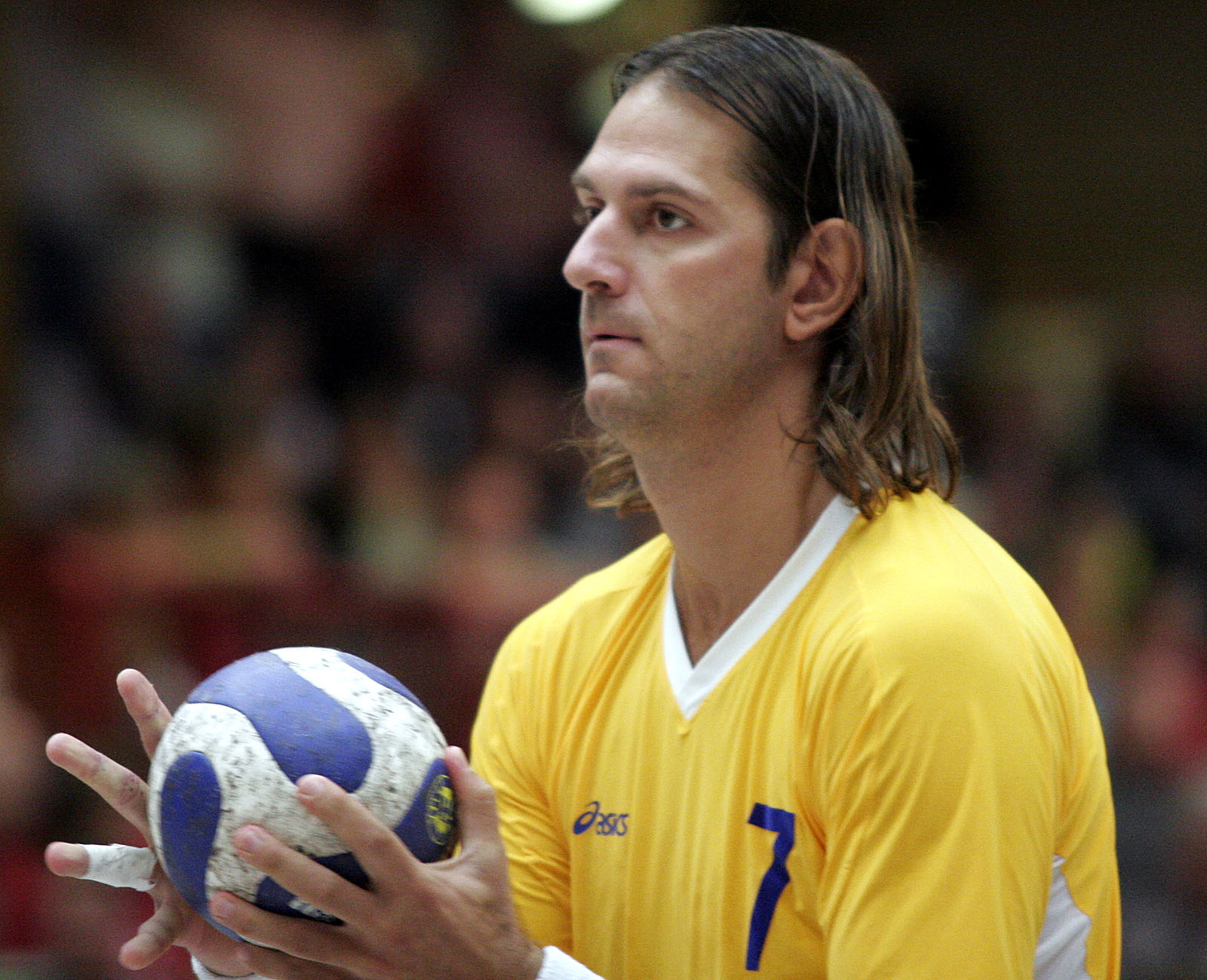
Младен Боинович в составе «Монпелье» в 2007 году

### За сборные
- Бронзовый призёр чемпионата мира : 2001

### За клубы
- Победитель Лиги чемпионов ЕГФ : 2003
- Чемпион Югославии : 1999
- Вице-чемпион Югославии : 1996
- Победитель Кубка Югославии : 1998
- Победитель Кубка Короля : 2002
- Чемпион Франции : 2003, 2004, 2005, 2006, 2008, 2009, 2010, 2011, 2012
- Победитель Кубка Франции : 2003, 2005, 2006, 2008, 2009, 2010, 2012
- Победитель Кубка французской лиги : 2004, 2005, 2006, 2007, 2008, 2010, 2011, 2012